# Ochaun Mathis
Ochaun Mathis (Manor, Texas; 8 de enero de 1999) es un jugador profesional estadounidense de fútbol americano, se desempeña en la posición de linebacker en Los Angeles Rams, en la National Football League (NFL).

## Carrera
Hizo su debut profesional con el equipo Los Angeles Rams, lleva jugando una temporada, comenzó en el 2023.